# Béatrice Kamboulé
Béatrice Kamboulé (25 febbraio 1980) è un'ex multiplista burkinabé.

## Biografia
Kamboulé si affaccia alle competizioni internazionali nel 1999, partecipando al suo primo Campionato africano juniores in Tunisia gareggiando nei salti in estensione. Nel 2002 entra di diritto nella squadra nazionale, gareggiando nelle maggiori manifestazioni del continente africano, ottenendo un riconoscimento nel 2007 ai Giochi panafricani di Algeri, nell'eptathlon.

Nel corso della sua carriera, che ha attraversato tutti gli anni 2000, Kamboulé è emersa principalmente come multiplista non disdegnando però di gareggiare nei singoli eventi qualora ce ne fossero i presupposti, come all'unica partecipazione ai Mondiali nel 2011 in Corea del Sud, dove ha gareggiato nei 100 metri ostacoli.

## Palmarès
| Anno | Manifestazione           | Sede        | Evento         | Risultato | Prestazione | Note                                     |
| ---- | ------------------------ | ----------- | -------------- | --------- | ----------- | ---------------------------------------- |
| 1999 | Campionati africani U20  | Tunisi      | Salto in lungo | 8ª        | 4,90 m      |                                          |
| 1999 | Campionati africani U20  | Tunisi      | Salto triplo   | 4ª        | 11,27 m     |                                          |
| 2002 | Campionati africani      | Radès       | Salto in lungo | 12ª       | 5,25 m      |                                          |
| 2002 | Campionati africani      | Radès       | Salto triplo   | 4ª        | 12,58 m     |                                          |
| 2003 | Giochi panfricani        | Abuja       | Salto triplo   | 5ª        | 12,94 m     |                                          |
| 2004 | Campionati africani      | Brazzaville | Salto in lungo | 7ª        | 5,82 m      |                                          |
| 2004 | Campionati africani      | Brazzaville | 4×400 m        | 6ª        | 46"77       |                                          |
| 2005 | Giochi della Francofonia | Niamey      | 100 m hs       | Batteria  | 14"32       |                                          |
| 2005 | Giochi della Francofonia | Niamey      | Salto triplo   | Bronzo    | 13,05 m     |                                          |
| 2005 | Giochi della Francofonia | Niamey      | 4×400 m        | Bronzo    | 45"99       |                                          |
| 2006 | Campionati africani      | Bambous     | Salto in lungo | nm        | nm          |                                          |
| 2006 | Campionati africani      | Bambous     | Salto triplo   | 6ª        | 13,19 m     |                                          |
| 2007 | Giochi panafricani       | Algeri      | Salto triplo   | 7ª        | 13,05 m     |                                          |
| 2007 | Giochi panafricani       | Algeri      | 100 m hs       | 4ª        | 13"76       |                                          |
| 2007 | Giochi panafricani       | Algeri      | Eptathlon      | Bronzo    | 4994 p.     |                                          |
| 2008 | Campionati africani      | Addis Abeba | Eptathlon      | dnf       | dnf         |                                          |
| 2008 | Campionati africani      | Addis Abeba | 4×400 m        | 7ª        | 50"37       |                                          |
| 2009 | Giochi della Francofonia | Beirut      | Eptathlon      | Bronzo    | 4861 p.     |                                          |
| 2010 | Campionati africani      | Nairobi     | 110 m hs       | Finale    | dnf         |                                          |
| 2011 | Mondiali                 | Taegu       | 100 m hs       | Batteria  | 13"76       | Miglior prestazione personale stagionale |